# Asociación de Fútbol de las Islas Marianas del Norte
La Asociación de Fútbol de las Islas Marianas del Norte es el órgano rector del fútbol en las Islas Marianas del Norte. Fue fundada en 2005 por el fiscal federal Peter Coleman. La Asociación recibió membresía plena en la Federación de Fútbol de Asia Oriental en 2008. La asociación fue admitida como casi-miembro de la Confederación Asiática de Fútbol en julio de 2009. La asociación organiza la M*League, el nivel más alto de competición nacional dentro de la comunidad. También comanda los selecciones nacionales masculinos, femeninos y jóvenes que juegan en los campeonatos de la Federación de Fútbol del Este de Asia. El 9 de diciembre de 2020, durante el 30 ° Congreso de la AFC, la NMIFA se convirtió en la 47ta asociación miembro de pleno derecho de la AFC. El 29 de octubre de 2021 pidió el ingreso a la FIFA, solicitud que actualmente se encuentra en proceso.